# Channa gachua
Channa gachua (лат.) — пресноводная рыба из рода змееголовов. Его могут называть «карликовый змееголов», как и несколько других видов мелких змееголовов. Вид обитает в пресных водоемах южной Азии, где он широко распространен от Ирака до Индонезии. Считается, что это не просто вид, а видовой комплекс, группа из нескольких тесно связанных таксонов с одним названием. Вероятно, на самом деле в нем по крайней мере три-четыре различных вида, и дальнейшие исследования могут дифференцировать их. Несколько видов, таких как Channa harcourtbutleri, были отделены от комплекса в последние десятилетия. Самая восточная популяция C. gachua часто упоминается как отдельный вид C. limbata (с синонимом C. longistomata), в то время как изолированная шри-ланкийская популяция часто упоминается как C. kelaartii.

## Внешний вид и строение
Максимальная длина тела 28,8 см, но большинство особей намного меньше. Питается мелкой рыбой, насекомыми и ракообразными. Channa gachua проявляет заботу о потомстве — самец инкубирует икринки во рту, также позволяя скрываться там от опасности малькам на ранней стадии развития. Самцы имеют более вытянутые спинной и анальный плавники, чем самки, а также окрашены более ярко.

## Распространение
Вид был зарегистрирован в Иране, Ираке, Афганистане, Пакистане, Непале, Индии, Шри-Ланке, Бангладеш, Бутане Китае, Мьянме, Таиланде, Лаосе, Камбодже, Вьетнаме, Малайзии, Индонезии и Сингапуре. Широко распространенная рыба, встречающаяся в большинстве водно-болотных угодий любого типа. Он может жить в крупных реках или небольших речках и ручьях, в быстро текущих или стоячих водах, а также в искусственный водоемах, таких как каналы. Он также живет на рисовых полях.

## Таксономия
Существует четкое генетическое разделение между западными и восточными популяциями (их ареалы сходятся в Мьянме). Как следствие, некоторые исследователи распознают их как отдельные виды, причем западную форму называют C. gachua, а восточную C. limbata. Изолированная шри-ланкийская популяция также сильно отличается с генетической точки зрения, что побуждает некоторых специалистов признать ее отдельным видом C. kelaartii. Несмотря на глубокий генетический раскол между этими популяциями, морфологически они очень схожи.

## Значение для человека
Эту рыбу ловят для употребления в пищу во многих частях Азии. Это один из нескольких видов змееголовов, известных как карликовые змееголовы, относительно мелкие виды, содержащиеся в любительских аквариумах. Они ценятся за свою привлекательную окраску. Этот вид был изучен для использования и разведения в аквакультуре.